# Giuseppe Panico
Giuseppe Antonio Panico (Ottaviano, 10 mei 1997) is een Italiaans voetballer. Hij staat onder contract bij Avellino uit de Serie B.

## Clubcarrière
Panico speelde bij Calcio Sezze, waarna hij de overstap maakte naar de jeugdopleiding van Genoa. Hij maakte zijn debuut in de Serie A op 31 mei 2015 tegen Sassuolo. Panico kwam na 81 minuten het veld in als vervanger van Maxime Lestienne.
Per 1 juli 2016 werd Panico voor de duur van twee seizoenen verhuurd aan tweedeklasser AC Cesena. In het huurcontract zat een optie tot koop met terugkoopoptie. Hij maakte op 29 november 2016 zijn eerste doelpunt in het betaalde voetbal, in de met 1-2 gewonnen bekerwedstrijd tegen Empoli. In januari 2018 werd de verhuurperiode vroegtijdig beëindigd en werd hij voor het resterende seizoen op huurbasis gestald bij Teramo. 
Op 13 juli 2018 tekende Panico een permanent contract bij tweedeklasser Cittadella. Zowel in 2019 als 2020 reikte Panico met hen tot de play-offs om promotie naar de Serie A, maar zonder succes. In 2019 bleek in de finalewedstrijd Hellas Verona te sterk, ondanks dat de eerste wedstrijd met 2-0 werd gewonnen.
Medio 2020 daalde Panico een niveau af, naar de Serie C. Op dit niveau kwam hij uit voor achtereenvolgens Novara,  Juve Stabia, Pro Vercelli, Crotone en Carrarese. Laatsgenoemde club had Panico in het seizoen 2023/24 op huurbasis in dienst. Met 10 doelpunten in 36 wedstrijden had de spits een belangrijke bijdrage. Op 9 juni 2024 verzekerde Carrarese zich van promotie naar de Serie B voor het seizoen 2024/25 dankzij het winnen van de finale van de play-offs voor promotie in de Serie C. Zodoende keerde de club na 76 jaar terug op het tweede niveau. In het huurcontract van de Italiaanse spits zat een verplichte optie tot koop. Hierdoor kwam hij medio 2024 permanent over van FC Crotone naar Carrarense.
Op 7 januari 2025 vertrok Panico op huurbasis naar Avellino, met een verplichting tot koop in geval van promotie naar de Serie B. Avellino wist drie maanden later promotie te bewerkstelligen met het kampioenschap in de Serie C.

## Interlandcarrière
Panico kwam uit voor verschillende Italiaanse jeugdelftallen. In 2016 nam hij met Italië onder 19 deel aan het EK onder 19. Panico kwam vier wedstrijden in actie. Italië reikte de finale waarin de leeftijdsgenoten van Frankrijk te sterk bleken. 
In 2017 zat Panico bij de selectie van Italië onder 20 voor het WK in Zuid-Korea. Hij maakte zijn debuut op het toernooi in de eerste poulewedstrijd tegen Uruguay (1-0 verlies) toen hij zes minuten voor tijd binnen de lijnen kwam. Op 27 mei scoorde hij in de laatste poulewedstrijd tegen Japan (2-2) zijn eerste doelpunt van het toernooi. In de achtste finales tegen Frankrijk was hij wederom trefzeker. Panico en Italië werden uiteindelijk derde door in de troostfinale Uruguay na strafschoppen te verslaan.  

## Statistieken
| Seizoen | Club            | Land   | Competitie | Competitie | Competitie | Beker | Beker | Totaal | Totaal |
| Seizoen | Club            | Land   | Competitie | Wed.       | Dlp.       | Wed.  | Dlp.  | Wed.   | Dlp.   |
| ------- | --------------- | ------ | ---------- | ---------- | ---------- | ----- | ----- | ------ | ------ |
| 2014/15 | Genoa           | Italië | Serie A    | 1          | 0          | 0     | 0     | 1      | 0      |
| 2015/16 | Genoa           | Italië | Serie A    | 1          | 0          | 0     | 0     | 1      | 0      |
| 2016/17 | → Cesena (huur) | Italië | Serie B    | 15         | 0          | 2     | 1     | 17     | 1      |
| 2017/18 | → Cesena (huur) | Italië | Serie B    | 4          | 0          | 1     | 0     | 5      | 0      |